# Trichopteryx exportata
Trichopteryx exportata är en fjärilsart som beskrevs av Otto Staudinger 1897. Trichopteryx exportata ingår i släktet Trichopteryx och familjen mätare. Inga underarter finns listade i Catalogue of Life.